# Schwarzlose
Schwarzlose MG M.07/12 je Austro-Ugarska strojnica čiji prvi primjerak je proizvela tvrtka Steyr 1905. godine. Jedinstvena je po svom retardantnom povratnom sustavu. Vrlo je teška (39,7 kg s tronošcem) i robusna tako da se njezini dijelovi sporo troše. Zbog malog trošenja, mnogo primjeraka je još uvijek bilo u uporabi 1939. godine. Ima kratku cijev i vrlo istaknuti prigušivać blijeska na vrhu cijevi. Prvi modeli su trebali koristiti nauljenu municiju, ali je kasnijim prilagodbama ovaj problem riješen.
Postojalo je mnogo inačica osnovnog dizajna ove strojnice, a proizvodile su se i rabile u Austriji, Jugoslaviji, Bugarskoj, Nizozemskoj, Rumunjskoj, Mađarskoj, Italiji i Grčkoj.